# 薮本吉秀
薮本 吉秀（やぶもと よしひで、1958年（昭和33年）11月28日 - ）は、日本の政治家。元兵庫県三木市長（3期）。市役所ホームページ、一部報道等では「藪本吉秀」という表記を用いる。

## 概要

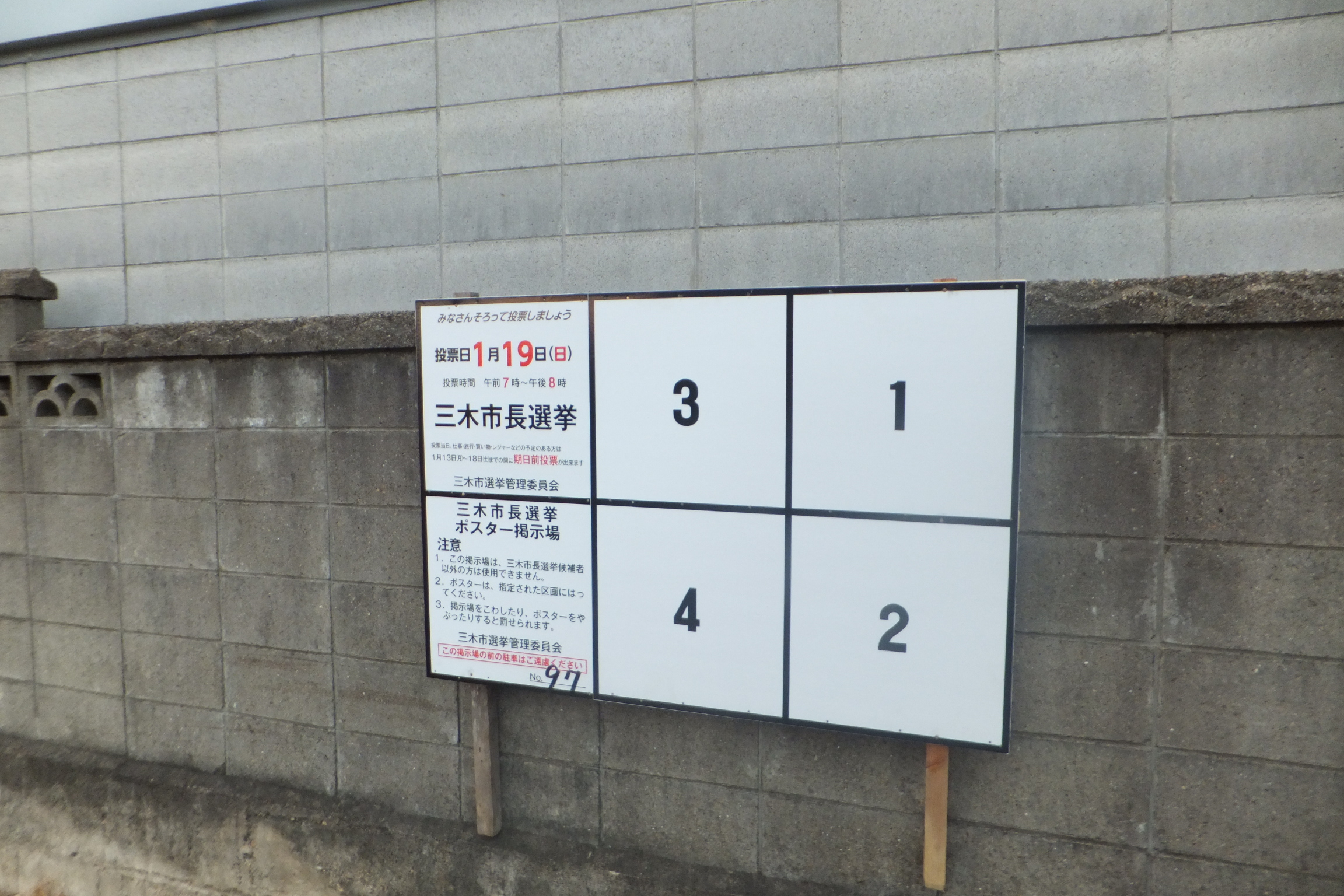
2014年三木市長選挙のポスター
（この後に初めて無投票で3期目に再選した）

兵庫県三木市志染町生まれ。三木市立志染小学校、三木市立志染中学校、兵庫県立小野高等学校、横浜国立大学経済学部経済学科卒業。
1982年、兵庫県庁に入庁。1992年3月、大阪大学大学院経済学研究科博士前期課程修了（経済学修士）。
2003年4月、総務省自治行政局公務員課課長補佐に就任。2005年4月、兵庫県企画管理部新行政担当課長に就任。同年7月末、退職。
2006年1月15日に行われた兵庫県三木市長選挙に無所属で出馬。自由民主党と社民党の推薦を受けた現職の加古房夫市長を大差で破り、初当選を果たした。1月21日、市長就任。2010年、元三木商工会議所副会頭の新人を破り再選。
議員定数の削減案を提案をするも議会側の反発を受け、議会と対立が深まった。薮本は2011年2月、県内初の地域政党「三木新党8人のサムライ」を結成し、代表に就任した。同年4月24日に行われた三木市議会議員選挙では同地域政党から8名が立候補し、6名が当選した。
2014年、無投票にて3選。定数が18から16に減った2015年の市議選では「三木新党8人のサムライ」から3名立候補し全員当選した。
2015年「三木新党8人のサムライ」の代表を退く。
2017年5月15日、市と利害関係のある民間業者と飲食した問題にからみ、約1年半にわたって虚偽の説明をしていたことを認め、辞表を提出した。同日に行った記者会会見で北井信一郎副市長から辞任届を受け取ったことを明かした。その後、5月25日に三木市議会にて全会一致で辞職に同意され、同日付で辞職した。7月2日に行われた市長選に出馬するも、自民党・民進党・公明党推薦の仲田一彦に破れた。
2018年2月26日、前三木市長主催の幹部慰労会問題に関する調査特別委員会（百条委）は「問題の長期化は前市長が虚偽の発言を繰り返し続けたことが最大の原因」とする調査報告書を発表した。報告書によると、藪本前市長は利害関係者の名が記された慰労会の案内メールが部長らに送られていた事実を把握していたにもかかわらず、記者会見や市議会で虚偽の説明を繰り返した。百条委は藪本前市長と幹部職員の間で自由な意見交換が行われていなかったと指摘。その上で「風通しの良い組織づくりに努めることが重要。今一度組織のあり方を見直してほしい」と注文をつけた。。
2019年10月8日、当時の薮本吉秀市長に対する倫理審査会開催を求めた署名と審査請求書が市に受理されず返却された事件で、「適正な手続きへの合理的な期待を裏切るもので違法」として、神戸地裁は市に慰謝料など計４０万円の支払いを命じた。裁判長は「要件を満たした書類を受け付けず、返却したのは許されない」と判断。「前市長の意思に基づく行為とみるべき」と指摘した。。
2020年3月2日、市長等倫理審査会は現市長に対し、「①前市長は、平成28年1月3日に発行した「市幹部職員の飲酒運転及び民間の方との飲食について」と題する広報紙に虚偽の事実を記載した」こと、「②前市長は、部下に対し利害関係者が同席する慰労会への参加を促すことにより、三木市職員倫理条例施行規則に違反する行為を促した」ことについて認定する報告書を提出した。
2021年6月6日投開票の市長選挙に立候補したが現職の仲田に敗れ落選した。

## 政策・主張
- 2008年4月1日、三木線を廃止した。
- 2008年9月29日、財政危機宣言を発表。補助金を休止された三木夏まつり花火大会は翌2009年と2010年は中止となった（2011年は東日本大震災の影響で中止）[18][19]。
- 2016年1月1日、副市長を1名から2名に増やした[20]。
- 2017年10月、三木山総合公園内に大型遊具を備える多世代交流施設と総合体育館をオープンする予定。しかし多世代交流施設については、2016年8月、地方創生推進交付金5千万円不採択の内示を国から受けた[21]。